# Sebastapistes taeniophrys
Sebastapistes taeniophrys är en fiskart som först beskrevs av Fowler, 1943.  Sebastapistes taeniophrys ingår i släktet Sebastapistes och familjen Scorpaenidae. IUCN kategoriserar arten globalt som otillräckligt studerad. Inga underarter finns listade i Catalogue of Life.